# FSO

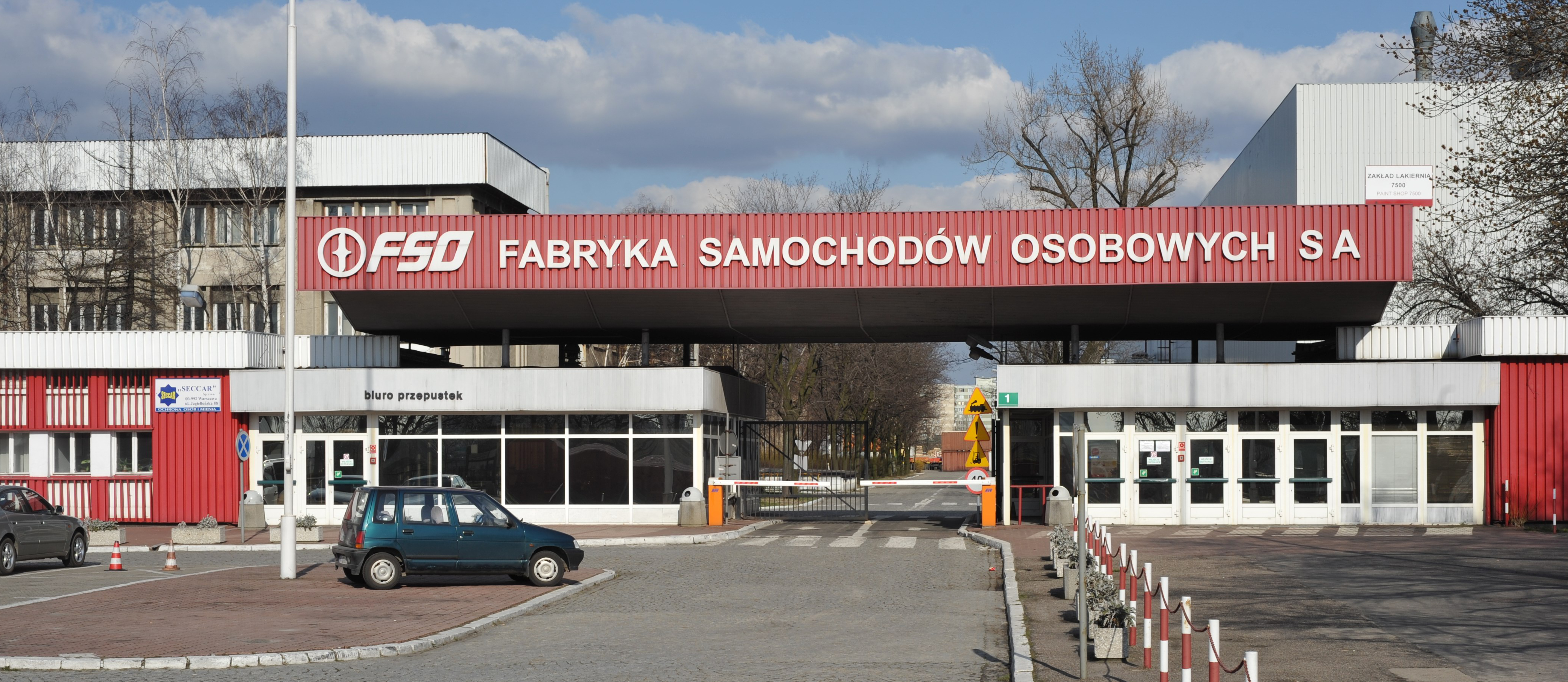
Acceso principal de la Planta de FSO en Varsovia.

La Fabryka Samochodów Osobowych (FSO) (en español Fábrica de automóviles de pasajeros) fue una fábrica de automóviles de Polonia, antes fue propiedad del fabricante surcoreano Daewoo. Hoy día sus instalaciones se usan para otros fines, pero en el pasado y antes de su liquidación fue un gran productor de automóviles y repuestos en el mercado polaco que abasteció a los mercados de Europa Central con materiales CKD de propia manufactura. En el año 2011 la fábrica cesa sus operaciones de producción en medio de la crisis financiera del año 2008 a 2011 que afectó al mercado global de automóviles, pero más directamente a su propietaria, GM Korea, se rehusó a mantener la licencia de producción del Aveo. La GM explicó que una de las razones para deshacer su cooperación con la FSO era la supuesta entrada forzosa de Polonia en el Tratado UE-Corea del Sur, que estipulaba que las importaciones de automóviles, autopartes y otros relacionados desde Corea (entonces del 10%) serían progresivamente eliminados. Desde entonces, las instalaciones de la FSO han sido subastadas en remate público para poder afrontar la carga prestacional de sus excolaboradores, siendo las restantes empleadas en la producción de submontajes de piezas para automóviles.

## Historia

### Los inicios

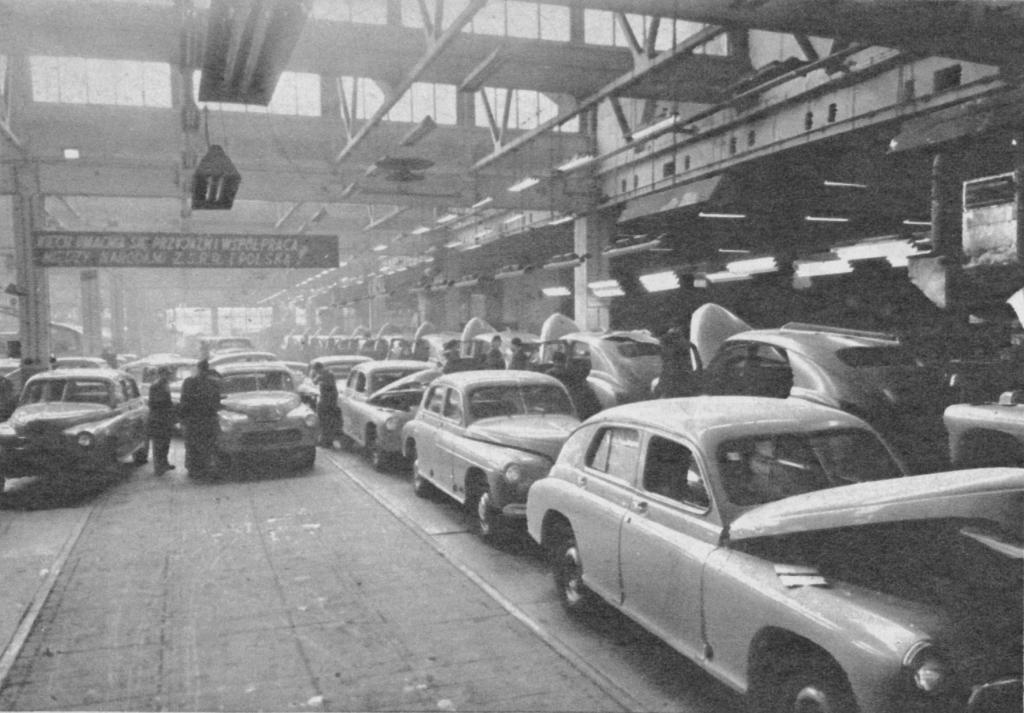
Warszawa ensamblados en la planta de manufactura de la FSO, a inicios de los años 50.

Después de la Segunda Guerra Mundial, el año 1948 el gobierno polaco, decide construir en Varsovia varios edificios industriales fabriles que vendrán a ser conocidos como FSO (Fabryka Samochodów Osobowych) que significa: Fábrica de Automóviles de Pasajeros.
Las facilidades de producción de la FSO son establecidas y edificadas en 1951 por el Gobierno polaco en Żerań, en el banco este del río Vístula en la ciudad de Varsovia, para la producción de automóviles para la Polonia siguiente a la guerra. El primer coche de la marca FSO sería el Warszawa, manufacturado la licencia de los soviéticos sobre la base de la mecánica del GAZ-M20 Pobeda.
Al comienzo de la guerra fría los soviéticos persuadieron a la FSO para comprar los derechos para la producción de la serie del M-20 Pobeda ruso, un diseño algo anticuado. Con las introducciones de modelos sucesivos: Warszawa, y en 1953, un equipo de diseño local se compromete a iniciar el desarrollo de un coche popular compacto, resultando en el segundo modelo de la FSO, un coche con motor de dos tiempos, el Syrena, presentado en 1957. El Syrena sería el primer diseño de propiedad de la FSO; y su producción se trasladó a la planta  FSM.

### Durante la era Polski Fiat y Polonez

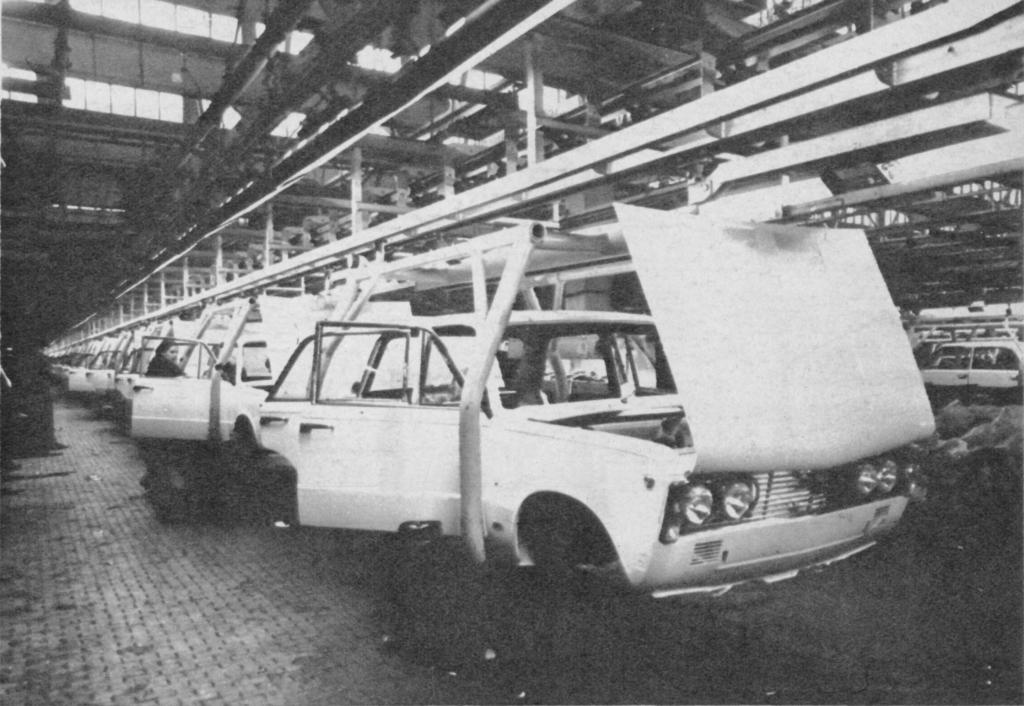
Fiat Polski 125p ensamblados en las facilidades de producción de la FSO, cerca de 1974.

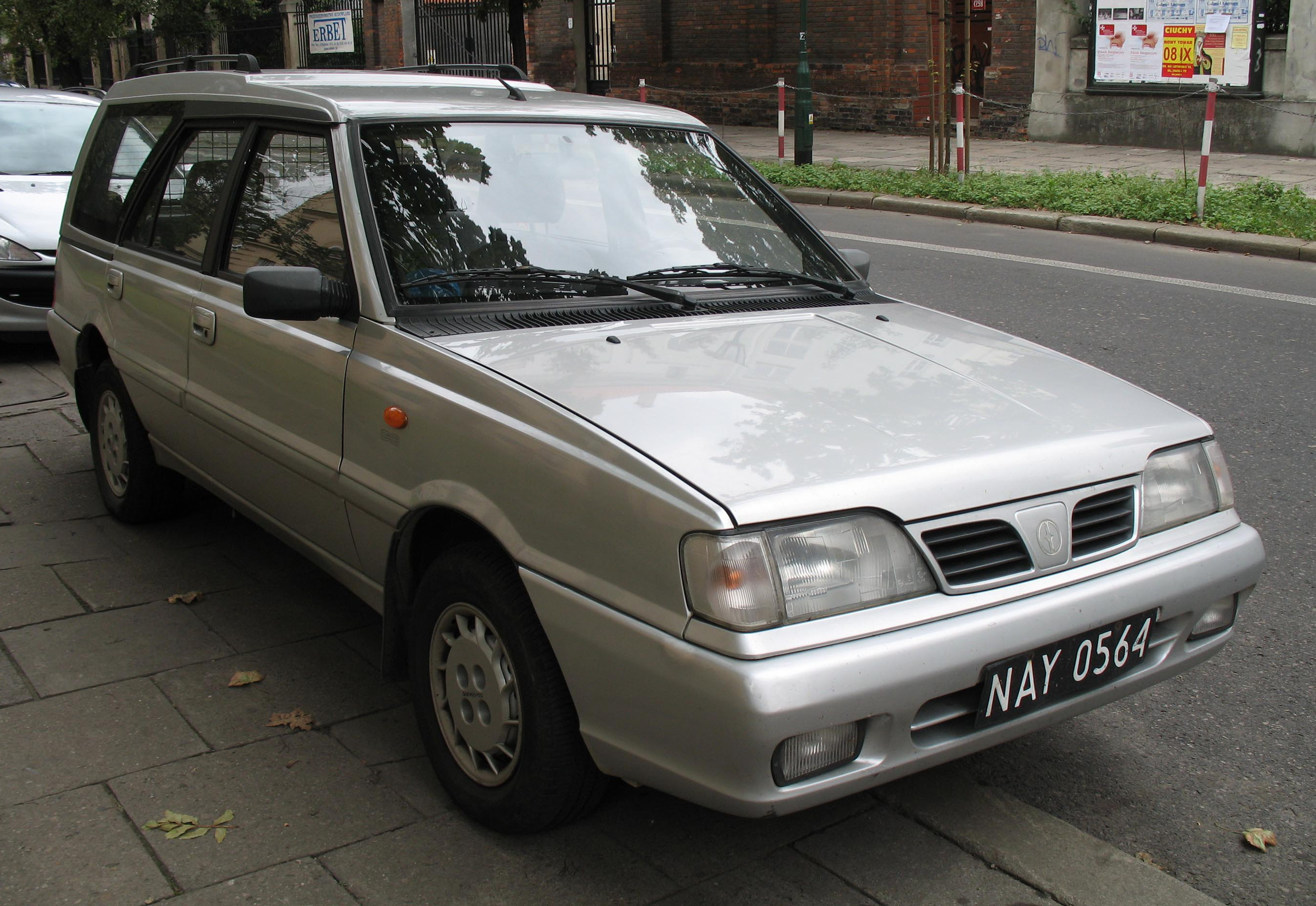
Un FSO Polonez Kombi.

En 1965, y en una serie de acuerdos del gobierno socialista italiano con los gobiernos del bando oriental de Europa, en este caso; el polaco, firmaron unos acuerdos con el fabricante italiano Fiat para la producción de algunos modelos de la Fiat en Polonia, bajo la marca Polski Fiat. En particular, el Fiat 125 sería el elegido a ser producido en la FSO para reemplazar al veterano Warszawa. El modelo de coche resultante, llamado Polski Fiat 125p, fue de hecho una versión simplificada del turismo Fiat 1300/1500 en sus mecánicas y acabados, y sería exportado haca algunos países cambiándole el nombre, siendo llamados Fiat 125p y posteriormente, luego de que el acuerdo de licenciamiento caducara, se llamaría FSO 1300/1500. Así mismo se hizo una versión Station wagon y una del modelo pick-up. Este a su vez, era manufacturado conjuntamente con el Warszawa, hasta que la producción oficial del último se concluyera en 1973.
Ya en el año de 1978, la FSO introduce un "nuevo modelo", denominado Polonez, un coche compacto de 5 puertas basado en una "variante actualizada" de la mecánica del FSO 1500. El Polonez fue exportado a su vez a varios mercados con la marca FSO de norma. Este modelo se haría inicialmente como un coche sustituto de y para todas las variantes del FSO 1500 original, la producción del citado se mantendría hasta el año de 1991, y ambos modelos tendrían sus respectivas actualizaciones durante su producción en conjunto, con pocas modificaciones en su mecánica.
El Fiat Polski 125P se fabricó hasta el 26 de junio de 1991. Con un total de 1,445,689 unidades manufacturadas, ya era para este periodo un diseño mecánico ya desfasado, con su veteranía de 24 años acumulados en uso en sus partes mecánicas, sin cambios significativos y que era esencialmente la misma mecánica del Fiat 1500, ya con más de 30 años de antigüedad, y tan solo con cambios menores.

### La era Daewoo
Después de las reformas estructurales del año 1989, el gobierno de Polonia inicia la privatización de las empresas bajo su mando, entre ellas la FSO; estableciéndose para ello una sociedad conjunta con el fabricante internacional que sería seleccionado tras un concurso. Después de muchos intentos y algunas negociaciones, se tardaría por muchos años sin fructifcar en algo serio. El primer oferente inicia sus actividades en 1994, cuando un acuerdo firmado con la General Motors se haría efectivo y se arrancaría con el ensamblaje del Opel Astra en la planta de Żerań. Pero después, este acuerdo no seguiría siendo apoyado por la transnacional, y al siguiente año la FSO sería vendida a precio de regalo al fabricante surcoreano Daewoo Motors, que en ese entonces era uno de los "competidores" de la GM. A esta compañía se redenominaría entonces como Daewoo-FSO.
La Daewoo usó las instalaciones de la FSO primero para ensamblar modelos de su marca como el Daewoo Tico y el Espero. En 1995 el gobierno decide privatizar la compañía, creando FSO Motor Corporation. En el trato inicial, el consorcio automovilístico Daewoo compró en US$20 millones las partes de producción de la planta, prometiendo invertir otros 1.121 millones de dólares en un plazo de seis años, aparte se continuó produciendo el mítico Polonez. Desde 1997, el ensamblaje y luego la producción total de los Daewoo Lanos comenzaría, seguido en 1999 por el Daewoo Matiz. Otros modelos de coches contemporáneos de Daewoo y SsangYong como Nubira, Leganza, Korando, Musso o Chairman serían a su vez ensamblados en dichas instalaciones. La producción del Polonez se mantuvo en este intervalo de tiempo, y este a su vez recibiría modernizaciones y un nuevo estilo de carrocería sería añadido, la station wagon. Pero, ya la caducidad del conjunto mecánico del FSO Polonez demandó que la FSO cesara la producción del mismo en el año 2002.
Mientras tanto, la General Motors decide el construir su propia fábrica en Polonia, en la ciudad de Gliwice, donde se trasladó la producción del Opel Astra en 1998. Las líneas de ensamblaje de la GM en la FSO a su vez continuaron siendo usadas para la producción por un corto periodo de tiempo, en ellas se daría vida algunas unidades del Opel Vectra para el mercado local, y debido al bajo nivel de utilidades no se continuó con ellas como unidades activas; se cerrarían completamente, finalizando con ello las relaciones de la FSO con la General Motors. La compañía fabricó hasta el 2008 los modelos Daewoo Lanos, Daewoo Matiz; y después de la quiebra de la Daewoo, el siguiente modelo de Daewoo, el Chevrolet Aveo; sería ensamblado y luego manufacturado para su exportación a diversas partes del mundo hasta el año 2011.

### La quiebra de Daewoo, y el destino de la FSO

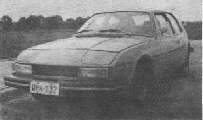
FSO Ogar, un prototipo de un coche deportivo de la FSO.

Con la quiebra de Daewoo en el año 2000, se traslada un problema muy serio a la FSO, que es la caída de su liderazgo en el mercado de y en la industria del automóvil en Polonia. La firma Daewoo Motors sería adquirida por la General Motors (y sus marcas asiáticas), pero la producción de ensamblaje de los componentes hechos fuera de Polonia ni fue contemplada en el acuerdo, así como no se asumió propiedad alguna de las plantas fuera de Corea del Sur de la Daewoo. Así pues, la FSO se convertiría nuevamente y de facto independiente otra vez.
Tras lastradas negociaciones, el gobierno polaco se aseguró los derechos y licencias de producción del Daewoo Lanos y del Matiz hasta el 2007. Como siempre sucedió que la FSO no aseguró la actualización de los modelos de esta licencia, con lo que se redujo rápidamente el atractivo, a pesar de su precio, por estos coches. Adicionalmente, la quiebra de la Daewoo ahuyentó a los posibles compradores de los coches Daewoo. La FSO encontró su salvación en el mercado de Ucrania, donde el Matiz y el Lanos, ensamblados por el fabricante local AvtoZAZ, se haría muy popular gracias a la popularidad y fiabilidad de estos coches. En el año 2004, la razón social de Daewoo-FSO sería nuevamente reemplazada por la de FSO.
Durante este periodo, el gobierno polaco se comprometía activamente a la búsqueda de un socio estratégico para la FSO, pero ningún fabricante de automóviles extranjero mostró interés alguno por la FSO. Finalmente, la FSO entró en diálogos con la británica MG Rover, pero las consultas no se prosiguieron ni progresaron a pesar del aparente interés demostrado por el consorcio chino-inglés, que en esa época se hallaba en serias negociaciones para luego ser adquirida por un inversor chino en su totalidad, y con lo que el tratar de motivar a que un fabricante chino de ese ramo invirtiera en dicha planta. La MG Rover sería luego vendida en el 2005, poniendo fin a la esperanza de un nuevo socio conectado y que le trajera un salvamento a la fábrica polaca.
Consecuentemente, la Corporación Automovilística de Ucrania (UkrAVTO), el propietario de la AutoZAZ, sería el único socio posible para la FSO. La compañía ucraniana gradualmente se haría el mayor accionista de la FSO (84.31% de sus acciones), con lo que el estrecho lazo entre la ZAZ y la FSO se fortalecería y se incrementaría la cooperación entre estas dos marcas. Luego, UkrAVTO sugirió que se iniciara el desarrollo de un nuevo modelo que pudiera ser hecho en la planta de la FSO luego de que la licencia de producción para el Matiz y el Lanos expirase.
A mediados del 2006 la filial de FSO, UkrAVTO, firmó un acuerdo de licenciamiento para la producción del Aveo sedán (T250) con la General Motors, y desde julio del 2008, las versiones de 3 y de 5 puertas en el estilo hatchback saldrían de sus líneas para el mercado europeo. Para la producción del Aveo se crea una nueva compañía, donde los accionistas serían la FSO (60%) y la GM (40%); FSO proveyó las instalaciones de sus plantas, mientras que la GM asume los costes de financiamiento de este proyecto. El primer Aveo lanzado de la planta FSO salió el 11 de julio de 2007.
La unidad N.º 100,000 del Aveo salió de las líneas de ensamble el 1 de febrero del 2011. Hasta este periodo estaba pactada la licencia de producción del Aveo, y esta no sería retomada para continuar con el siguiente modelo. Pero hubo intentos de reactivar las labores, se contactó al fabricante chino Chery para que tomara las instalaciones en arriendo para su producción, pero decide construir una planta de producción en Turquía. Para marzo del 2011 más de 1,800 empleados serían despedidos, y los terrenos donde se instaló la forja de motores y su ensamblaje fueron demolidos en noviembre de 2011, pero las pistas de prueba de la fábrica serían vendidas para otros propósitos. Con el dinero de la venta de los terrenos de las plantas se pagó la cuantiosa indemnización de los empleados despedidos.

## Productos

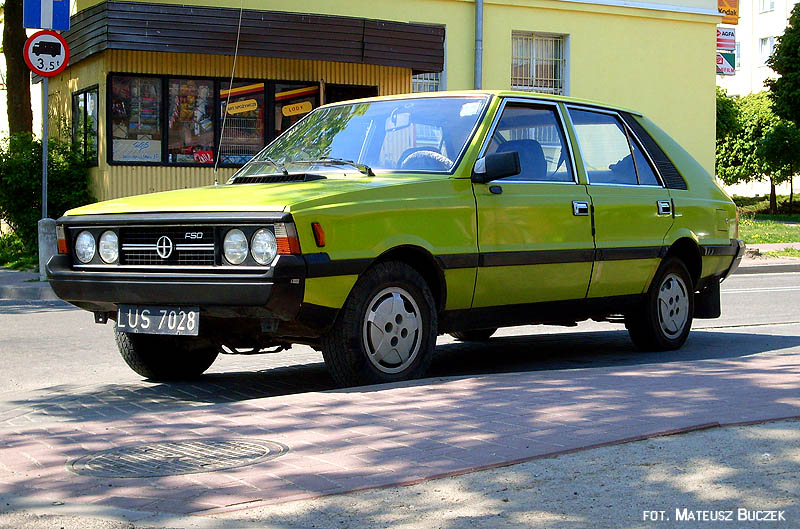
FSO Polonez MR'78.
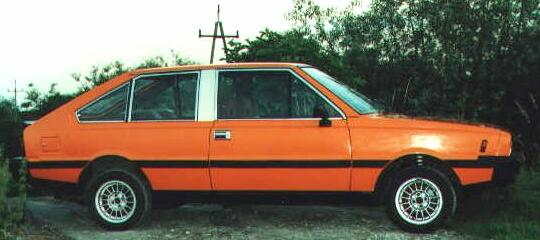
FSO Polonez Coupé (1983).
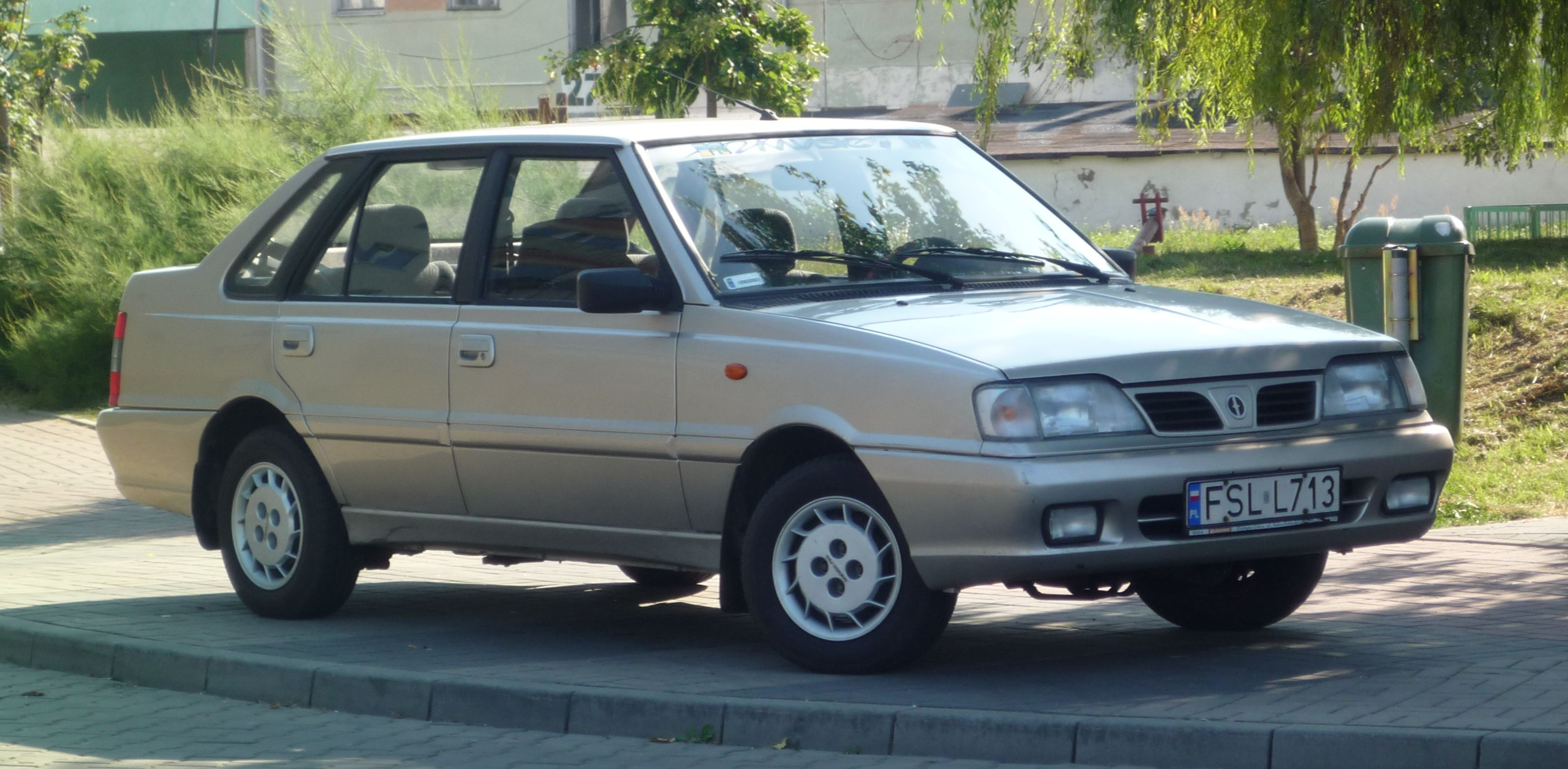
Daewoo-FSO Polonez Atu Plus.
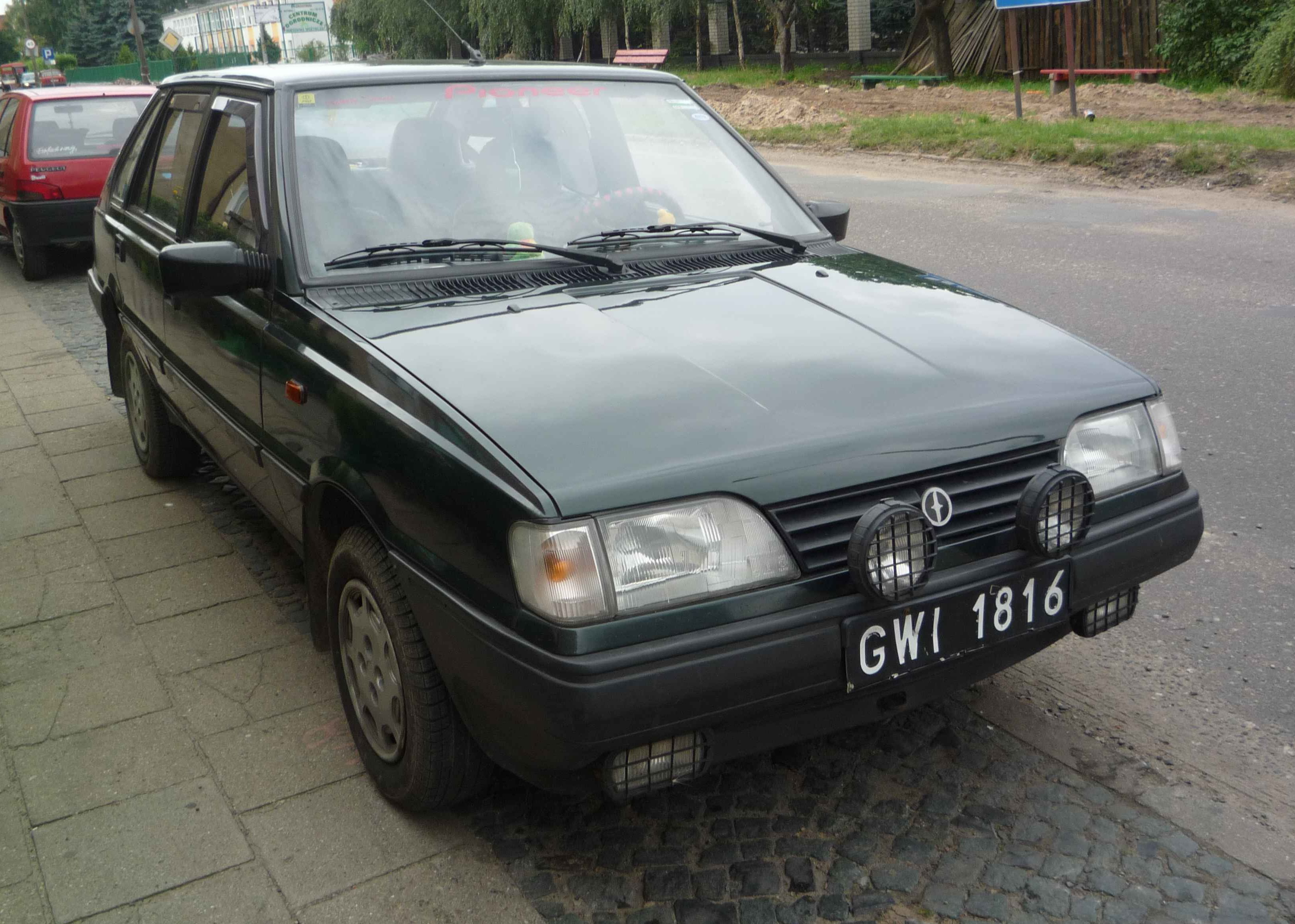
FSO Polonez Caro.
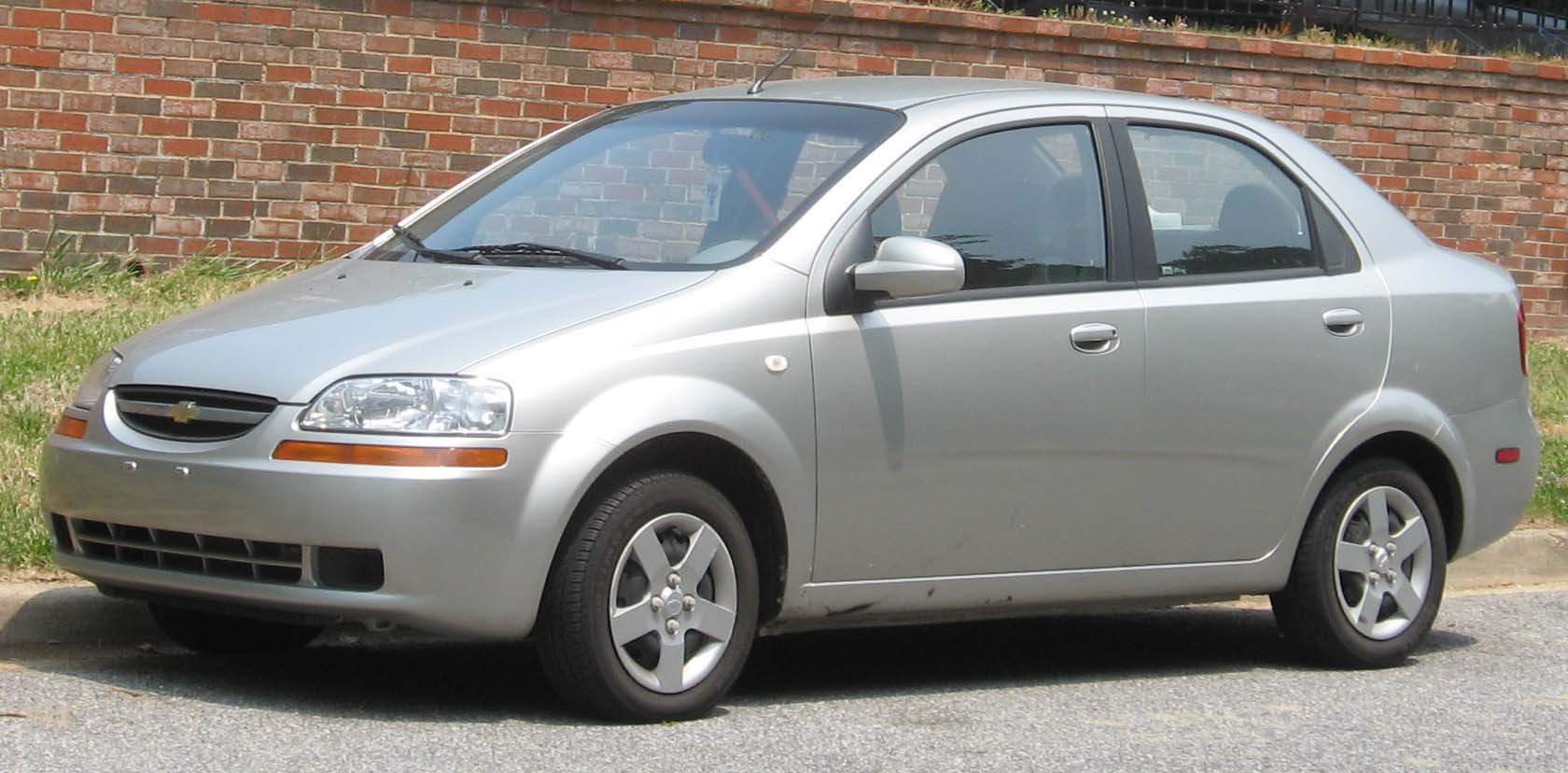
Chevrolet Aveo (2004-2006) producido por FSO para el mercado europeo
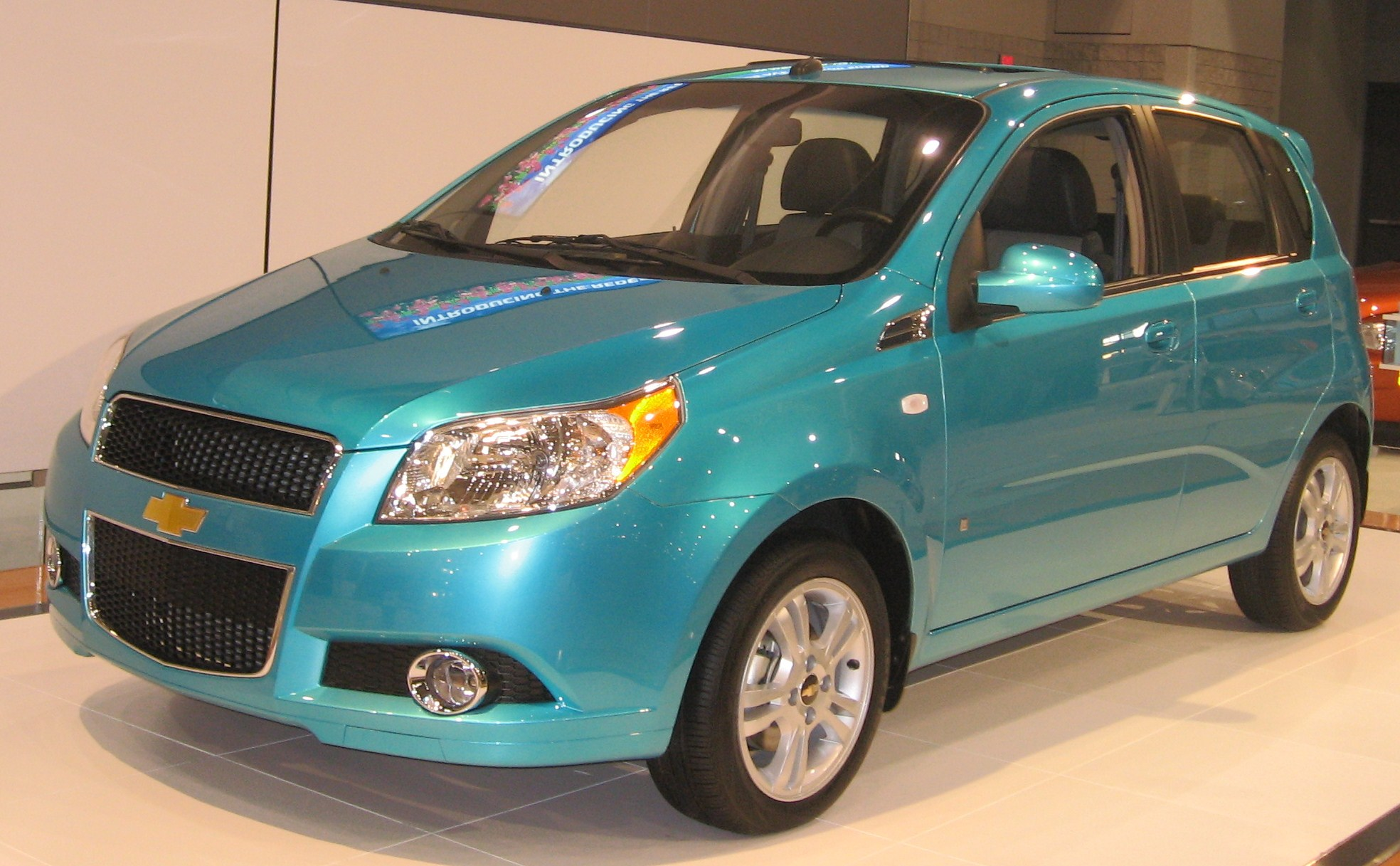
Chevrolet Aveo 5, modelo 2009.